# Rampur Raja
Rampur Raja és una petita població del districte d'Etah al tehsil d'Aliganj a Uttar Pradesh a 50 km a l'est d'Etah. és únicament destacable com a residència de Raja Ramachandra Sen, un descendent del darrer raja rathor de Kanauj i desè descendent de Raja Ram Sahai, fundador de la població el 1456, considerat el cap del clan rathors en aquesta regió. El 1881 constava amb una població de 4.670 habitants.